# Jean-Paul Proust
Jean-Paul Proust (ur. 3 marca 1940 w Vaas, zm. 8 kwietnia 2010) – francuski polityk, od 1 maja 2005 do 29 marca 2010 szef rządu Księstwa Monako.
Pełnił m.in. funkcje prefekta Gwadelupy (1989–1991) oraz prefekta policji Paryża (2001–2004). W lutym 2005 został mianowany ministrem stanu Księstwa Monako (szefem rządu i dyplomacji), objął urząd 1 maja 2005, zastępując Patricka Leclercqa. Pełnił funkcję do marca 2010, zmarł niewiele ponad tydzień po przejściu w stan spoczynku.